# 丹尼尔·麦金农
丹尼尔·麦金农（英語：Daniel McKinnon，1927年4月21日—2017年8月6日），美国男子冰球运动员，场上位置是后卫。他曾代表美国国家队参加1956年冬季奥林匹克运动会冰球比赛，获得一枚银牌。